# Uskolisni kiprej
Ciprej (uskolisni kiprej, kiprovina, vrbolika, lat. Chamaenerion angustifolium; sin. Epilobium angustifolium), zeljasta je biljka iz porodice Onagraceae. Udomaćena je u umjerenim dijelovima sjeverne hemisfere. Naraste do 2,5 metra visine. Cvjetovi su ružičasti.
Neki je botaničari svrstavaju u rod Chameriona. Mladi listovi i izdanci, te podanak biljke su jestivi, a biljka u cvatu se može koristiti kao čaj.U Rusiji se smatra za ljekovitu biljku, izrazitog protuupalnog djelovanja. Navodno je djelotvorna čak i kod nekih vrsta raka( preparat Hanerol, razvijen je još početkom 70 godina prošlog stoljeća, no nikada nije ušao u uporabu). Raste na šumskim čistinama i paljevinama od nizina pa do subalpskog i alpskog pojasa. Nacioalni je cvijet Yukona (Kanada). Voli svježa, hranjiva tla bogata nitratima. Kod nas ga najviše ima na Velebitu te u Gorskom kotaru.
Ime vrste angustifolium znači uskolisnat, od angustus (uzak) i folium (list)

## Opis
Stabljika je crvenkaste boje, visine do 250 cm, listovi su spiralno položeni, naizmjenični, kopljasti, dužine najviše 10–15 cm,.Cvjetovi ružičaste boje, promjera 2–3 cm. Plod je uska, četverokutna čahura dužine 4–8 cm i crvene boje. Otvara se pucanjem na četiri dijela koji se savijaju unazad i oslobađaju veliki broj sjemenki s dugačkim, bijelim čupercima.

## Sastav
Mladi listovi i korijenje cipreja sadrže od 10 do 20% tanina. Lišće - do 15% sluzi. Sadrži i veliku količinu biljnih vlakana (celuloza), lecitina, Vitamin C (90 do 388 mg u 100 g svježe biljke; tj. 5-6 puta više nego limun), karotina do 4,3 mg%, šećer, organske kiseline, pektin, flavonoide i tragove alkaloida. Među elementima u tragovima valja spomenuti vrlo visoku koncentraciju željeza, bakra i mangana. 100 g zelene mase sadrži 23 mg željeza, nikal, 1.3 mg, 16 mg mangana,1,3 mg titana, molibdena 0,44 mg, bakra 2,3 mg, te 6 mg bora. Nadzemni dijelovi biljaka sadrže do 20% proteina, fosfor, kalcij, kobalt. Nadalje sadrži i kalij, kalcij, litij.
U korijenu koncentracija tanina do 20 mg% (list do 10 mg%).

## Uporaba u narodnoj medicini
Na ljekovitost biljaka iz porodice Epilobium, primjenjujući ih u urologiji, osobito kod bolesti prostate, prva je u Europi upozorila austrijska travarka Maria Treben (1907 - 1991.) 1983. godine. Tvrdila je da je čaj od vrste E.parviflorum - sitnocvjentne vrbolike radikalan lijek za bolesti prostate,te je pogrešno smatrala da E.angustifolium - ciprej nije djelotvoran niti ljekovit( no u Sibiru,Rusiji i kod sjevernoameričkih indijanaca ova se biljka koristi stoljećima ).
Farmakološke studije su kao glavnu tvar odgovornu za ovo djelovanje identificirale oenotein B, te da je ista prisutna u svim vrstama roda Epilobium.Također je utvrđeno da je protuupalno djelovanje cipreja 5 puta jače od onog vrste E. parviflorum.
U narodnoj medicini biljka se koristi za liječenja gonoreje, sifilisa,  kao sredstvo za liječenje rana, angine, čireva na želucu, migrene i kao sedativ. Uvarak od lišća travari koriste i kod škrofula, želučanih smetnji i kao pomoćno sredstvo za bolje spavanje. Koristi se i kod epilepsije, psihoza, alkoholičarske anemije, kao emolijens i diaforetik, te u liječenju različitih vrsta malignih tumora.
Smirujući učinak na središnji živčani sustav također je jedno od svojstava. Djeluje nešto slabije od valerijane. Biljka je u stanju promijeniti uvjetovani refleks čovjeka, i stoga je vrlo učinkovita u liječenju neuroza.  Mehanizam djelovanja sličan je lijekovima kao što je klorpromazin. Biljka ima pozitivan učinak na srce, dobra je kod stresa i blag je sedativ, modulator raspoloženja, smanjuje agresivnost. Djeluje i na nesanicu, te glavobolje.
Listovi i cvjetovi biljke djeluju i protuupalno te pospješuju zacjeljivanje rana i sluznice. Smatra se da su ta svojstva uzrokovana prisutnošću velikih količina biljnih tanina i sluzi(polisaharida). Stoga travari koriste ciprej u liječenju peptičkog ulkusa i drugih bolesti probavnog trakta. U obliku infuzije se koristi u liječenju različitih tipova ekcema, atopični dermatitis, psorijaza i druge bolesti kože, posebno poremećaji gastrointestinalnog trakta i neurotične manifestacije. Biljka se koristi i u tibetanskoj medicini, te mongolskoj medicini, a u Rusiji, Ukrajini,Poljskoj, Turskoj,te Kanadi, je i znanstveno ispitano njeno djelovanje. Također su je koristili i sjevernoamerički indijanci.

Na kraju treba naglasiti da se čaj od cipreja uziman u terapeutske svrhe nikako ne smije sladiti.

## Zanimljivosti
U Rusiji se čaj od cipreja pije od 12. stoljeća (Ivan čaj, Koporski čaj - prije sušenja izlaže ga se kraćoj ili dužoj fermentaciji).Hitler se navodno jako bojao ivan čaja pošto je negdje pročitao da on Rusima daje veliku snagu i izdržljivost. Ciprej se nalazi na zastavi kanadske pokrajine Yukon. Samo jedna biljka proizvede godišnje do 80 000 sjemenki!Može se koristiti kao indikator prisutnosti urana u tlu (javlja se varijetet s bijelim cvjetovima).
Ciprej je bio prva biljka koja je počela rasti nakon erupcije vulkana Mt. St. Helens 1983. Također je masovno rasla na kraterima bombi u Londonu za vrijeme i nakon Drugog svjetskog rata (bombweed).

## Podvrste
- Epilobium angustifolium subsp. circumvagum Mosquin
- Epilobium angustifolium subsp. macrophyllum (Hausskn.) Hultén

## Sinonimi
- Epilobium angustifolium var. abbreviatum (Lunell) Munz
- Epilobium angustifolium subsp. albiflorum Dumort.
- Epilobium angustifolium f. albiflorum E. L. Rand & Redfield
- Epilobium angustifolium subsp. angustifolium
- Epilobium angustifolium var. angustifolium
- Epilobium angustifolium f. angustifolium
- Epilobium angustifolium var. canescens Alph. Wood
- Epilobium angustifolium var. intermedium (Wormsk.) Fernald
- Epilobium angustifolium f. leucanthum T. Shimizu
- Epilobium angustifolium f. macrophyllum Hausskn.
- Epilobium angustifolium var. macrophyllum Fernald
- Epilobium angustifolium var. platyphyllum (Daniels) Fernald
- Epilobium angustifolium var. pleniflorum Nakai
- Epilobium angustifolium var. pygmaeum Jeps.
- Epilobium angustifolium f. spectabile (Simmons) Fernald[13]

### Knjige
- Grlić, Lj., Samoniklo jestivo bilje, Zagreb 1980.
- Minaeva,V.G. Lekarstvenie rastenija Sibirii,Novosibirsk 1970.
- Корсун В. Ф., Корсун Е.В., Журавлев Д.В. Русский чай по имени Иван.  Мoskva 2017.
- ЛЫЧКОВСКИЙ ,В.(составитель). «Иван-чай - чудо-растение», Moskva 2016.(online)

### Periodika
- Ducrey B, Marston A, Göhring S, Hartmann RW, Hostettmann K. Inhibition of 5-alpha-reductase and aromatase by the ellagitannins oenothein A and oenotehin B from Epilobium species. Planta Med 1997,63(2):111-114
- Nowak R,   Krzaczek T.   Pharmacological research involving herbs of Epilobium angustifolium L.   and Epilobium parvifolium Schreb. Herba Polonica 1998;1:5-10.
- Stolarczyk M,  Naruszewicz M,  Kiss AK.  Extracts from Epilobium sp.   Herbs induce apoptosis in human hormone-dependent prostate cancer cells by activating the mitochondrial pathway. J Pharm Pharmacol.2013;65:1044-54
- Schepetkin IA,    Kirpotina LN,    Jakiw L et al. Immunomodulatory activity of oenothein B isolated from Epilobium angustifolium. JImmunol. 2009;183:6754-66
- Marles R, Clavelle C, Monteleone L, Tays N, Burns D. Aboriginal plant uses in Canada’s Northwest Boral Forst. 2000. UBC Press, Vancouver
- Vitalone, A; et al. (May 2003). "Extracts of various species of Epilobium inhibit proliferation of human prostate cells". J Pharm Pharmacol. 55 (5): 683–90.
- Hevesi, BT; Houghton, PJ; Habtemariam, S; Kéry, A (May 2009). "Antioxidant and antiinflammatory effect of Epilobium parviflorum Schreb". Phytotherapy Research. 23 (5): 719–724.
- V. Steenkamp; M. C. Gouws; M. Gulumian; E. E. Elgorashi; J. van Staden (January 2006). "Studies on antibacterial, anti-inflammatory and antioxidant activity of herbal remedies used in the treatment of benign prostatic hyperplasia and prostatitis". Journal of Ethnopharmacology. 103 (1): 71–75.
- Hiermann A, Juan H, Sametz W. Die phytochemische Untersuchung von Epilobium-Infusen und deren Einfluss auf die Prostaglandinsynthese. Farmaceutisch Tijdschrift voor Belgie 1984, 61(3):282
- Hiermann A, Juan H, Sametz W. Influence of Epilobium extracts on prostaglandin biosynthesis and carrageenin induced oedema of the rat paw. J Ethnopharmacol 1986, 17(2):161-169
- Hiermann A, Reidlinger M, Juan H, Sametz W. Isolation of the antiphlogistic principle from Epilobium angustifolium. Planta Med 1991, 57(4):357-360
- Hiermann A, Bucar F. Studies of Epilobium angustifolium extracts on growth of accessory sexual organs in rats. J Ethnopharmacol 1997, 55:179-183

## Vanjske poveznice
- Plants For A Future, engleski.